# 86街車站 (IND第八大道線)
86街車站（英語：86th Street station）是紐約地鐵IND第八大道線的一個慢車地鐵站，位於曼哈頓上西城86街及中央公園西交界，設有C線（任何時候停站（深夜除外））、A線（僅深夜停站）與B線（僅平日停站）列車服務。

## 歷史
此站在1932年9月10日作為第一條市營地鐵路線IND第八大道線通車而啟用。當時路線來往錢伯斯街至207街。全線工程費用1.912億美元。雖然IRT百老匯-第七大道線已經提供往華盛頓高地的列車服務，全新途經聖尼古拉斯大道的第八大道地鐵提供一條額外路線。
在2015－2019年MTA資金計劃，車站根據增進車站倡議進行全面翻新，並關閉幾個月。更新內容包括蜂窩服務、Wi-Fi、USB充電站、互動服務建議和地圖。2017年6月1日一個提出建議重建72街、86街、教堂公園道-110街及163街-阿姆斯特丹大道車站，紐約市運輸及巴士委員會在2017年10月正式推薦MTA批出1.11億美元合約予ECCO III企業。作為翻新的一部分，車站在2018年6月4日關閉至2018年10月26日。

## 車站結構
| G  | 街道     | 出入口 |
| B1 | 北行快車 | ← 不停靠 |
| B1 | 北行慢車 | ← 平日往貝德福德公園林蔭路或145街 (96街) ← 往168街 (96街) ← 深夜時往英伍德-207街 (96街)                                                 |
| B1 | 側式月台 | |
| B1 | 夾層     | 閘機、車站詢問處、MetroCard自動售票機                                                                                                   |
| B2 | 南行快車 | → 不停靠 → |
| B2 | 南行慢車 | → 平日往布萊頓海灘 (81街-自然歷史博物館) → → 往尤克利德大道 (81街-自然歷史博物館) → → 深夜時往遠洛克威-莫特大道 (81街-自然歷史博物館) → |
| B2 | 側式月台 | |

此地下車站於1932年9月10日啟用，設有兩層，北行列車使用上層而南行列車使用下層。由西至東，每層設有一個側式月台、一條慢車軌道和一條快車軌道。
月台沒有修剪線，站名牌以黑邊午夜藍色背景白色san serif字樣顯示「86街」。黑底白字小型「86」字樣和箭頭顯示方向。灰色工字樑柱放置於整個月台，以特定距離放置，每隔一柱就有標準的黑底白字站名牌。車站重建以前，樑柱是藍色的。

### 出口
此站設有三個付費區，全部位於上層。位於86街全時間的一個付費區位於南端，設有一系列閘機、詢問處和三條樓梯。付費區內設有一條樓梯直達下層。車站其餘兩個出入口沒有職員駐守。位於87街的付費區位於上層中央，設有樓梯連接兩個月台。第三個付費區位於88街設有三個閘機和一個閘口，在翻新時安裝。這些閘機取代了兩部全高式轉閘和一個只出不入閘機。
- 中央公園西和西86街交界西北角的一條樓梯[12]
- 中央公園西和西86街交界西南角的兩條樓梯[12]
- 中央公園西和西87街交界西北角的一條樓梯[12]
- 中央公園西和西88街交界西北角的一條樓梯[12]

## 外部連結
- nycsubway.org — IND 8th Avenue: 86th Street（页面存档备份，存于）
- Station Reporter — B Train
- Station Reporter — C Train
- The Subway Nut — 86th Street Pictures（页面存档备份，存于）
- 86th Street entrance from Google Maps Street View
- 87th Street exit only stairs from Google Maps Street View
- 88th Street entrance from Google Maps Street View
- Platform from Google Maps Street View（页面存档备份，存于）